# Mana (japán zenész)
Mana (魔名 vagy マナ) japán gitáros, dalszerző, producer és divattervező, aki a Malice Mizer visual kei-együttes gitárosaként és fő dalszerzőjeként lett ismert. Az együttes feloszlását követően, 2002-ben létrehozta a gothic metal Moi dix Moist. Saját divatmárkája van, a Moi-même-Moitié, mely a gothic lolita divat egyik ismert márkájává vált.

## Neve
Születési neve nem ismert, ahogy a születési éve sem. Művésznevét a 魔名 kandzsikkal is írják, melynek jelentése „ördögi név” vagy „gonosz név”. Rajongói úgy szólítják, Mana-szama.

## Élete és pályafutása
Hirosimában született, március 19-én. Szülei mindketten zenetanárok voltak, így korán megismerkedett a klasszikus zenével. Középiskolában a Mötley Crüe hatására kezdett zenélni, Tommy Lee miatt dobolni tanult. Tiniként viszolygott a nőies dolgoktól, később egy interjúban a tini önmagát „macsóként” jellemezte, aki „pusztító” hozzáállással rendelkezett.
Első ismert együttese a Ves.tearge volt 1986-ban, majd a punk rock Girl'e tagja lett, ahol Serina művésznéven játszott gitárosként. Ekkor kezdte el felfedezni „nőies énjét” és lázadni a társadalmilag elvárt nemi szerepek ellen. Ezt követően a Matenró (摩天楼; Hepburn: Matenrō, ’Felhőkarcoló’) nevű együttesben basszusgitározott. 1992-ben ennek az együttesnek a gitárosával, Közivel alapította meg a Malice Mizert, melynek fő dalszerzője és szólógitárosa lett. Létrehozta saját kiadóját is Midi:Nette néven, ahol a Malice Mizer anyagainak nagy része megjelent. Miután az együttes tagjainak útjai 2001-ben végleg szétváltak, Mana megalakította a Moi dix Moist 2002-ben.
1999-ben Mana megalkotta saját divatmárkáját Moi-même-Moitié néven, mely gothic lolita stílusú ruhákat és kiegészítőket értékesít. Gyakran áll modellt saját tervezésű ruháihoz. Nemzetközileg is elismerik divattervezőként, 2007-ben a brit Philomena Keet hét divattervező egyikeként készített vele interjút Tokyo Look Book című könyvéhez, de más, japán divattal és popkultúrával foglalkozó kiadványokban is szerepel, például Tiffany Godoy Style Deficit Disorder: Harajuku Street Fashion című könyvében. Márkája ruháit egy időben Párizsban és Hollandiában is lehetett kapni specializált butikokban. A 2010-es évek végén a Moi-même-Moitié kollekciója a márka saját japán és nemzetközi webáruházában kapható.
2004-ben Mana leszerződtette a Schwarz Stein visual kei-duót, és zenei producerük is lett. Az együttes 2004-ben feloszlott. 2005-ben a Moi dix Moisval Európában turnézott, Münchenben és Párizsban lépett fel, valamint olyan európai magazinok címlapján szerepelt, mint a német gót stílust felvonultató Orkus.

## Zenei stílusa
Mana az érzéseire hagyatkozva komponál, a hagyományos zeneelméletet elutasítja, mert nem akar más együttesekhez hasonló dallamokat és harmóniákat alkotni, és mert unalmasnak találta a hagyományos akkordmeneteket. Az érzéseire hagyatkozva, egy elképzelt történet alapján komponál, hisz a dallam természetes folyásában, emiatt a szerzeményei sokszor váltanak ritmust vagy hangnemet, több dallamot is megszólaltatnak, és általában véve kiszámíthatatlanok.

## Imidzse
Manát ritkán hallani nyilvánosan megszólalni. Az interjúk során legtöbbször az együttese vagy a kísérő személyzete egy tagja fülébe súgja a válaszokat, aki aztán továbbítja az újságíró felé. Gyakran nem is néz a vele interjút készítő személy szemébe, elfordítja a fejét. Időnként egyszerűen csak felirattal jelenítik meg a válaszait a videóra vett interjúkon, de használt már igen-nem kártyákat, mutogatást és hangszereket is a válaszai közvetítéséhez.
Ritkán ugyan, de van rá példa, hogy röviden megszólalt nyilvánosan, például 1996-ban a Hot Wave című televíziós műsorban bemutatkozott a nézőknek neve és együttesbeli pozíciója bemondásával, utána viszont végig Gackt fülébe súgta a kérdésekre adott válaszait.

## Fordítás
- Ez a szócikk részben vagy egészben  a   Mana (Japanese musician) című angol Wikipédia-szócikk fordításán alapul.  Az eredeti cikk szerkesztőit annak laptörténete sorolja fel. Ez a jelzés csupán a megfogalmazás eredetét és a szerzői jogokat jelzi, nem szolgál a cikkben szereplő információk forrásmegjelöléseként.